# ارتش خاموش
ارتش خاموش (هلندی: Wit Licht) یک فیلم در ژانر درام به کارگردانی ژان ون دیولده است که در سال ۲۰۰۸ منتشر شد. از بازیگران آن می‌توان به تکلا رویتن اشاره کرد.فیلم نخستین بار در بخش نگاهی نو جشنواره فیلم کن ۲۰۰۹ به نمایش درآمد.

## داستان
این فیلم محصول کشور هلند به کارگردانی ژان ون دو لد است و به پدیده کودک سربازی در آفریقا می‌پردازد و داستان بچه‌هایی است که به اجبار به عنوان سرباز آموزش می‌بینند و باید در جنگ شرکت کنند.یک رستوران‌دار سفیدپوست در شهری آفریقایی در نزدیکی یک منطقه جنگی متوجه می‌شود، ابو دوست آفریقایی پسرش ربوده شده‎است.او تصمیم می‎گیرد پسرک را پیدا کند و درنهایت سر از اردوگاه آموزشی‌ای در می‌آورد که بچه‌هایی مثل ابو را استثمار می‎کنند.